# Lothian (Wahlregion)
| Lothian                                                                                                 |
| --- |
| |
| Gebildet                                                                                                |
| 1999 |
| Regionen                                                                                                |
| Edinburgh West Lothian (Teile) Midlothian (Teile)                                                       |
| Sitze                                                                                                   |
| Scottish National Party: 6 Conservative Party: 4 Labour Party: 3 Scottish Green: 2 Liberal Democrats: 1 |

Lothian ist eine der acht schottischen Wahlregionen zur Wahl des Schottischen Parlaments. Sie wurde auf Grundlage des Scotland Act von 1998 als Region Lothians geschaffen. Im Zuge der Revision der Wahlregionen im Jahre 2011 wurden kleine Gebiete aus der Council Area Midlothian der Wahlregion South Scotland zugeschlagen und die Region Lothians in Lothian umbenannt. Lothian umfasst die Städte Bathgate, Dalkeith, Edinburgh, Linlithgow, Livingston und Musselburgh. Die ersten Wahlen fanden im Rahmen der Parlamentswahl vom 6. Mai 1999 statt.
An die Region Central Scotland grenzen im Uhrzeigersinn und im Norden beginnend die Regionen: Mid Scotland and Fife, South Scotland und Central Scotland.

## Geographische Aufteilung
Unter der Region Lothian sind neun Wahlkreise aus den Council Areas Edinburgh, West Lothian und Midlothian zusammengefasst. Sie entsprachen bezüglich Benennung und Zuschnitt den Wahlkreisen zum Britischen Parlament. Jeder Wahlkreise stellt einen nach dem Mehrheitswahlrecht bestimmten Repräsentanten. Außerdem werden sieben Additional Members gewählt.

### 1999–2011
| Wahlkreis | Karte | Region |
| --- | ----- | ------ |
| 1. Edinburgh Central 2. Edinburgh East and Musselburgh 3. Edinburgh North and Leith 4. Edinburgh Pentlands 5. Edinburgh South 6. Edinburgh West 7. Linlithgow 8. Livingston 9. Midlothian |       |        |

### 2011–
Im Zuge der Revision vor den Parlamentswahlen 2011 fand eine Neustrukturierung der Wahlkreise und Wahlregionen statt. Hierbei wurden geringe Teile im Südosten der Region Lothians der Region South of Scotland zugeschlagen und die Wahlregion in Lothian umbenannt. Nach der neuen Einteilung umfasst die Region nur noch neun Wahlkreise.
| Wahlkreis | Karte   | Region |
| --- | ------- | ------ |
| 1. Wahlkreis Almond Valley 2. Edinburgh Central 3. Edinburgh Eastern 4. Edinburgh Northern and Leith 5. Edinburgh Pentlands 6. Edinburgh Southern 7. Edinburgh Western 8. Linlithgow 9. Midlothian North and Musselburgh | Lothian |        |

## Wahlergebnisse

### Parlamentswahl 1999
| Ergebnisse der Parlamentswahl 1999 | Ergebnisse der Parlamentswahl 1999 | Ergebnisse der Parlamentswahl 1999 | Ergebnisse der Parlamentswahl 1999 | Ergebnisse der Parlamentswahl 1999 |
| Partei                             | Stimmen                            | %                                  | Sitze                              | Add. Member                        |
| ---------------------------------- | ---------------------------------- | ---------------------------------- | ---------------------------------- | ---------------------------------- |
| Labour Party                       | 99.908                             | 30,2                               | 8                                  | 0                                  |
| Scottish National Party            | 85.085                             | 25,7                               | 0                                  | 3                                  |
| Conservative Party                 | 52.177                             | 15,8                               | 0                                  | 2                                  |
| Liberal Democrats                  | 47.565                             | 14,4                               | 1                                  | 1                                  |
| Scottish Green                     | 22.848                             | 6,9                                | 0                                  | 1                                  |
| Socialist Labour Party             | 10.895                             | 3,3                                | 0                                  | 0                                  |
| Socialist                          | 5237                               | 1,6                                | 0                                  | 0                                  |
| Sonstige                           | 6910                               | 2,4                                | 0                                  | 0                                  |

| Mandate                        | Mandate          | Mandate           |
| Wahlkreis                      | Gewählt          | Partei            |
| ------------------------------ | ---------------- | ----------------- |
| Edinburgh Central              | Sarah Boyack     | Labour            |
| Edinburgh East and Musselburgh | Susan Deacon     | Labour            |
| Edinburgh North and Leith      | Malcolm Chisholm | Labour            |
| Edinburgh Pentlands            | Iain Gray        | Labour            |
| Edinburgh South                | Angus MacKay     | Labour            |
| Edinburgh West                 | Margaret Smith   | Liberal Democrats |
| Linlithgow                     | Mary Mulligan    | Labour            |
| Livingston                     | Bristow Muldoon  | Labour            |
| Kilmarnock and Loudoun         | Rhona Brankin    | Labour            |

| Additional Members | Additional Members                           |
| Partei             | Name                                         |
| ------------------ | -------------------------------------------- |
| SNP                | Margo MacDonald Kenny MacAskill Fiona Hyslop |
| Conservative       | David McLetchie James Douglas-Hamilton       |
| Liberal Democrats  | David Steel                                  |
| Scottish Green     | Robin Harper                                 |

### Parlamentswahl 2003
| Ergebnisse der Parlamentswahl 2003 | Ergebnisse der Parlamentswahl 2003 | Ergebnisse der Parlamentswahl 2003 | Ergebnisse der Parlamentswahl 2003 | Ergebnisse der Parlamentswahl 2003 | Ergebnisse der Parlamentswahl 2003 | Ergebnisse der Parlamentswahl 2003 | Ergebnisse der Parlamentswahl 2003 |
| Partei                             | Stimmen                            | %                                  | ±                                  | Sitze                              | ±                                  | Add. Member                        | ±                                  |
| ---------------------------------- | ---------------------------------- | ---------------------------------- | ---------------------------------- | ---------------------------------- | ---------------------------------- | ---------------------------------- | ---------------------------------- |
| Labour Party                       | 65.098                             | 24,5                               | −5,7                               | 6                                  | −2                                 | 0                                  | 0                                  |
| Scottish National Party            | 43.142                             | 16,2                               | −9,5                               | 0                                  | 0                                  | 2                                  | −1                                 |
| Conservative Party                 | 40.173                             | 15,1                               | −0,7                               | 1                                  | +1                                 | 1                                  | −1                                 |
| Scottish Green Party               | 31.908                             | 12,0                               | +5,1                               | 0                                  | 0                                  | 2                                  | +1                                 |
| Liberal Democrats                  | 29.237                             | 11,0                               | −3,4                               | 2                                  | +1                                 | 0                                  | −1                                 |
| Margo MacDonald (parteilos)        | 27.143                             | 10,2                               | +10,2                              | 0                                  | 0                                  | 1                                  | +1                                 |
| Socialist                          | 14.448                             | 5,4                                | +3,8                               | 0                                  | 0                                  | 1                                  | +1                                 |
| Sonstige                           | 14.516                             | 5,4                                | +3,0                               | 0                                  | 0                                  | 0                                  | 0                                  |

| Mandate                        | Mandate          | Mandate           |
| Wahlkreis                      | Gewählt          | Partei            |
| ------------------------------ | ---------------- | ----------------- |
| Edinburgh Central              | Sarah Boyack     | Labour            |
| Edinburgh East and Musselburgh | Susan Deacon     | Labour            |
| Edinburgh North and Leith      | Malcolm Chisholm | Labour            |
| Edinburgh Pentlands            | David McLetchie  | Conservative      |
| Edinburgh South                | Mike Pringle     | Liberal Democrats |
| Edinburgh West                 | Margaret Smith   | Liberal Democrats |
| Linlithgow                     | Mary Mulligan    | Labour            |
| Livingston                     | Bristow Muldoon  | Labour            |
| Kilmarnock and Loudoun         | Rhona Brankin    | Labour            |

| Additional Members | Additional Members           |
| Partei             | Name                         |
| ------------------ | ---------------------------- |
| SNP                | Kenny MacAskill Fiona Hyslop |
| Conservative       | James Douglas-Hamilton       |
| Scottish Green     | Robin Harper Mark Ballard    |
| Socialist          | Colin Fox                    |
| Parteilos          | Margo MacDonald              |

### Parlamentswahl 2007
| Ergebnisse der Parlamentswahl 2007 | Ergebnisse der Parlamentswahl 2007 | Ergebnisse der Parlamentswahl 2007 | Ergebnisse der Parlamentswahl 2007 | Ergebnisse der Parlamentswahl 2007 | Ergebnisse der Parlamentswahl 2007 | Ergebnisse der Parlamentswahl 2007 | Ergebnisse der Parlamentswahl 2007 |
| Partei                             | Stimmen                            | %                                  | ±                                  | Sitze                              | ±                                  | Add. Member                        | ±                                  |
| ---------------------------------- | ---------------------------------- | ---------------------------------- | ---------------------------------- | ---------------------------------- | ---------------------------------- | ---------------------------------- | ---------------------------------- |
| Scottish National Party            | 76.019                             | 26,5                               | +10,3                              | 2                                  | +2                                 | 3                                  | +1                                 |
| Labour Party                       | 75.459                             | 26,3                               | +1,8                               | 4                                  | −2                                 | 1                                  | +1                                 |
| Conservative Party                 | 37.548                             | 13,1                               | −2,0                               | 1                                  | 0                                  | 1                                  | 0                                  |
| Liberal Democrats                  | 36.571                             | 12,7                               | +1,7                               | 2                                  | 0                                  | 0                                  | 0                                  |
| Scottish Green Party               | 20.147                             | 7,0                                | −5,0                               | 0                                  | 0                                  | 1                                  | −1                                 |
| Margo MacDonald (parteilos)        | 19.256                             | 6,7                                | −3,5                               | 0                                  | 0                                  | 1                                  | 0                                  |
| Sonstige                           | 22.003                             | 7,7                                | +2,3                               | 0                                  | 0                                  | 0                                  | −1                                 |

| Mandate                        | Mandate          | Mandate           |
| Wahlkreis                      | Gewählt          | Partei            |
| ------------------------------ | ---------------- | ----------------- |
| Edinburgh Central              | Sarah Boyack     | Labour            |
| Edinburgh East and Musselburgh | Kenny MacAskill  | SNP               |
| Edinburgh North and Leith      | Malcolm Chisholm | Labour            |
| Edinburgh Pentlands            | David McLetchie  | Conservative      |
| Edinburgh South                | Mike Pringle     | Liberal Democrats |
| Edinburgh West                 | Margaret Smith   | Liberal Democrats |
| Linlithgow                     | Mary Mulligan    | Labour            |
| Livingston                     | Angela Constance | SNP               |
| Kilmarnock and Loudoun         | Rhona Brankin    | Labour            |

| Additional Members | Additional Members                      |
| Partei             | Name                                    |
| ------------------ | --------------------------------------- |
| SNP                | Fiona Hyslop Ian McKee Stefan Tymkewycz |
| Labour             | George Foulkes                          |
| Conservative       | Gavin Brown                             |
| Scottish Green     | Robin Harper                            |
| Parteilos          | Margo MacDonald                         |

### Parlamentswahl 2011
| Ergebnisse der Parlamentswahl 2011 | Ergebnisse der Parlamentswahl 2011 | Ergebnisse der Parlamentswahl 2011 | Ergebnisse der Parlamentswahl 2011 | Ergebnisse der Parlamentswahl 2011 | Ergebnisse der Parlamentswahl 2011 | Ergebnisse der Parlamentswahl 2011 | Ergebnisse der Parlamentswahl 2011 |
| Partei                             | Stimmen                            | %                                  | ±                                  | Sitze                              | ±                                  | Add. Member                        | ±                                  |
| ---------------------------------- | ---------------------------------- | ---------------------------------- | ---------------------------------- | ---------------------------------- | ---------------------------------- | ---------------------------------- | ---------------------------------- |
| Scottish National Party            | 110.953                            | 39,2                               | +12,7                              | 8                                  | +6                                 | 0                                  | −3                                 |
| Labour Party                       | 70.544                             | 24,9                               | −1,4                               | 1                                  | −3                                 | 3                                  | +2                                 |
| Conservative Party                 | 33.019                             | 11,7                               | −1,4                               | 0                                  | −1                                 | 2                                  | +1                                 |
| Scottish Green Party               | 21.505                             | 7,6                                | +0,6                               | 0                                  | 0                                  | 1                                  | 0                                  |
| Margo MacDonald (parteilos)        | 18.732                             | 6,6                                | −0,1                               | 0                                  | 0                                  | 1                                  | 0                                  |
| Liberal Democrats                  | 15.588                             | 5,5                                | −7,2                               | 0                                  | –2                                 | 0                                  | 0                                  |
| Sonstige                           | 12.862                             | 4,5                                | −3,2                               | 0                                  | 0                                  | 0                                  | 0                                  |

| Mandate                          | Mandate          | Mandate |
| Wahlkreis                        | Gewählt          | Partei  |
| -------------------------------- | ---------------- | ------- |
| Almond Valley                    | Angela Constance | SNP     |
| Edinburgh Central                | Marco Biagi      | SNP     |
| Edinburgh Eastern                | Kenny MacAskill  | SNP     |
| Edinburgh Northern and Leith     | Malcolm Chisholm | Labour  |
| Edinburgh Pentlands              | Gordon MacDonald | SNP     |
| Edinburgh Southern               | Jim Eadie        | SNP     |
| Edinburgh Western                | Colin Keir       | SNP     |
| Linlithgow                       | Fiona Hyslop     | SNP     |
| Midlothian North and Musselburgh | Colin Beattie    | SNP     |

| Additional Members | Additional Members                      |
| Partei             | Name                                    |
| ------------------ | --------------------------------------- |
| Labour             | Sarah Boyack Kezia Dugdale Neil Findlay |
| Conservative       | David McLetchie Gavin Brown             |
| Scottish Green     | Alison Johnstone                        |
| Parteilos          | Margo MacDonald                         |

### Parlamentswahl 2016
| Ergebnisse der Parlamentswahl 2016 | Ergebnisse der Parlamentswahl 2016 | Ergebnisse der Parlamentswahl 2016 | Ergebnisse der Parlamentswahl 2016 | Ergebnisse der Parlamentswahl 2016 | Ergebnisse der Parlamentswahl 2016 | Ergebnisse der Parlamentswahl 2016 | Ergebnisse der Parlamentswahl 2016 |
| Partei                             | Stimmen                            | %                                  | ±                                  | Sitze                              | ±                                  | Add. Member                        | ±                                  |
| ---------------------------------- | ---------------------------------- | ---------------------------------- | ---------------------------------- | ---------------------------------- | ---------------------------------- | ---------------------------------- | ---------------------------------- |
| Scottish National Party            | 118.546                            | 36,2                               | −3,0                               | 6                                  | −2                                 | 0                                  | 0                                  |
| Conservative Party                 | 74.972                             | 22,9                               | +11,2                              | 1                                  | +1                                 | 3                                  | +1                                 |
| Labour Party                       | 67.991                             | 20,8                               | −4,1                               | 1                                  | 0                                  | 2                                  | −1                                 |
| Scottish Green Party               | 34.551                             | 10,6                               | +3,0                               | 0                                  | 0                                  | 2                                  | +1                                 |
| Liberal Democrats                  | 18.479                             | 5,6                                | +0,1                               | 1                                  | +1                                 | 0                                  | 0                                  |
| UKIP                               | 5802                               | 1,8                                | +1,2                               | 0                                  | 0                                  | 0                                  | 0                                  |
| Women’s Equality                   | 3877                               | 1,2                                | +1,2                               | 0                                  | 0                                  | 0                                  | 0                                  |
| RISE                               | 1641                               | 0,5                                | +0,5                               | 0                                  | 0                                  | 0                                  | 0                                  |
| Solidarity                         | 1319                               | 0,4                                | +0,3                               | 0                                  | 0                                  | 0                                  | 0                                  |

| Mandate                          | Mandate            | Mandate           |
| Wahlkreis                        | Gewählt            | Partei            |
| -------------------------------- | ------------------ | ----------------- |
| Almond Valley                    | Angela Constance   | SNP               |
| Edinburgh Central                | Ruth Davidson      | Conservative      |
| Edinburgh Eastern                | Ash Denham         | SNP               |
| Edinburgh Northern and Leith     | Ben Macpherson     | SNP               |
| Edinburgh Pentlands              | Gordon MacDonald   | SNP               |
| Edinburgh Southern               | Daniel Johnson     | Labour            |
| Edinburgh Western                | Alex Cole-Hamilton | Liberal Democrats |
| Linlithgow                       | Fiona Hyslop       | SNP               |
| Midlothian North and Musselburgh | Colin Beattie      | SNP               |

| Additional Members | Additional Members                           |
| Partei             | Name                                         |
| ------------------ | -------------------------------------------- |
| Conservative       | Miles Briggs Gordon Lindhurst Jeremy Balfour |
| Labour             | Kezia Dugdale Neil Findlay                   |
| Scottish Green     | Alison Johnstone Andy Wightman               |